# 市川町立瀬加中学校
市川町立瀬加中学校（いちかわちょうりつ せか ちゅうがっこう）は、兵庫県神崎郡市川町にかつてあった公立中学校。

## 沿革
- 1947年（昭和22年）4月1日 瀬加村立瀬加中学校創立
- 1955年（昭和30年）7月25日 瀬加村が合併により市川町となったことに伴い市川町立瀬加中学校に改称
- 2014年（平成26年）3月31日 市川町立市川中学校への統合により閉校

## 部活動
- 男子ソフトテニス部
- 女子ソフトテニス部
- 男子卓球部
- 女子バレーボール部

## 通学区域
市川町東部。以下の小学校区に該当する。
- 市川町立瀬加小学校

## 参考
- 瀬加中学校 - ウェイバックマシン（2012年4月26日アーカイブ分）